# New Taipei Kings
I New Taipei Kings (新北國王) sono una società cestistica avente sede a Nuova Taipei, Taiwan. Fondata nel 2021, gioca nella Taiwan Professional Basketball League.

## Storia
I New Taipei Kings sono stati fondati nel 2021 dall'imprenditore di Taiwan Wang Wenxiang.
. La squadra divenne, nella stagione 2021-2022, una delle sei partecipanti alla P. League+; unendosi al campionato come squadra di espansione nella seconda stagione insieme ai Kaohsiung Steelers.
Nella stagione successiva, la 2022-2023, i Kings terminano al primo posto la stagione regolare della P. League+, e raggiungono per la prima volta nella loro storia la finale per il titolo, dove però escono sconfitti per 4-2 nella serie contro i Taipei Fubon Braves.
Grazie al secondo posto finale nella stagione precedente i Kings partecipano alla East Asia Super League, la massima competizione regionale dell'Asia Orientale, nella stagione 2023-2024 concludendo la competizione al quarto posto finale. Nella P. League+, la squadra dopo aver concluso la stagione regolare al terzo posto, ottiene nuovamente l'accesso ai play-off e dopo aver superato i Taipei Fubon Braves nelle semifinali, torna per il secondo anno consecutivo in finale dove sconfigge per 4-1 i Taoyuan Pauian Pilots, conquistando così il loro primo titolo nazionale.
Nel giugno 2024 il presidente dei Kings, Walter Wang, annunciò che la sua squadra insieme ad altre della P. League+ e della T1 League avrebbero realizzato una fusione tra le due leghe per favorire la crescita della pallacanestro a Taiwan.
Il 19 settembre 2024 i New Taipei Kings, insieme ad altre sei squadre, hanno dato vita ad una nuova lega professionistica in cui competere dalla stagione 2024-2025, la Taiwan Professional Basketball League. La squadra, in questa stagione oltre a competere nella nuova lega nazionale, prende parte per la seconda edizione consecutiva, in quanto vincitrice della precedente edizione della P. League+, alla East Asia Super League dove ottiene nuovamente l'accesso per la final four.
La vittoria del titolo nella stagione 2023-2024, ha garantito ai Kings anche la partecipazione alla torneo di qualificazione per l'edizione 2025 della Basketball Champions League Asia, come una delle due rappresentanti di Taiwan. 

## Palmarès
- P. League+: 1

2023-2024
- Taiwan Professional Basketball League: 1

2024-2025

## Organico

### Roster 2024-2025
Il roster per la stagione sportiva 2024-2025 
|    | Naz.                                         | Ruolo | Sportivo        | Anno | Alt. | Peso |  |
| -- | -------------------------------------------- | ----- | --------------- | ---- | ---- | ---- |  |
| 1  | Taiwan (bandiera) · Stati Uniti (bandiera)   | G     | Joseph Lin      | 1992 | 185  | 73   |  |
| 2  | Taiwan (bandiera)                            | G     | Su Pei-Kai      | 1999 | 187  | 83   |  |
| 3  | Taiwan (bandiera)                            | AP    | Chen Chun-Nan   | 2000 | 190  | 90   |  |
| 5  | Stati Uniti (bandiera)                       | AG    | Chris Johnson   | 1985 | 211  | 105  |  |
| 7  | Taiwan (bandiera) · Stati Uniti (bandiera)   | PG    | Jeremy Lin      | 1988 | 192  | 95   |  |
| 8  | Nigeria (bandiera) · Stati Uniti (bandiera)  | G     | Mike Efevberha  | 1984 | 196  | 88   |  |
| 9  | Taiwan (bandiera)                            | PG    | Lee Kai-Yan     | 1993 | 182  | 80   |  |
| 10 | Taiwan (bandiera)                            | G     | Chien You-Che   | 1995 | 180  | 80   |  |
| 11 | Taiwan (bandiera)                            | C     | Wang Po-Chih    | 1996 | 195  | 130  |  |
| 13 | Taiwan (bandiera)                            | AP    | Lu Cheng-Ju     | 1986 | 194  | 93   |  |
| 17 | Taiwan (bandiera)                            | AG    | Su Shih-Hsuan   | 1996 | 197  | 95   |  |
| 19 | Taiwan (bandiera)                            | AP    | Lin Chin-Pang   | 1985 | 190  | 90   |  |
| 24 | Taiwan (bandiera)                            | G     | Hung Chih-Shan  | 1985 | 176  | 75   |  |
| 25 | Stati Uniti (bandiera)                       | AG    | Austin Daye     | 1988 | 207  | 91   |  |
| 31 | Palestina (bandiera)                         | AG    | Sani Sakakini   | 1988 | 204  | 100  |  |
| 42 | Stati Uniti (bandiera) · Bulgaria (bandiera) | C     | Jason Washburn  | 1990 | 213  | 111  |  |
| 55 | Stati Uniti (bandiera)                       | AP    | Kenny Manigault | 1991 | 196  | 95   |  |
| 72 | Taiwan (bandiera)                            | G     | Lin Li-Jen      | 1990 | 193  | 95   |  |

### Staff tecnico
| Ruolo                | Nome          |
| -------------------- | ------------- |
| Capo Allenatore      | Ryan Marchand |
| Assistente           | Lin Cheng-Yu  |
| Assistente           | Thomas Wisman |
| Assistente           | Mark Coppola  |
| Team Manager         | Hung Chih-Hu  |
| Preparatore Atletico | Wu Chung-Hao  |
| Preparatore Atletico | Chiu Po-Kai   |